# Barleria laeta
Barleria laeta är en akantusväxtart som beskrevs av Raymond Benoist. Barleria laeta ingår i släktet Barleria och familjen akantusväxter. Inga underarter finns listade i Catalogue of Life.